# Glăvănești, Iași
Glăvănești este un sat în comuna Andrieșeni din județul Iași, Moldova, România.

## Personalități
- Pavel Coruț (n. 1949) - fost șef al Biroului Contrainformații din Direcția de Contrainformații Militare DSS (înainte de 1989), scriitor